# Sitiéna
Sitiéna är en ort i Burkina Faso.   Den ligger i regionen Cascades, i den sydvästra delen av landet, 400 km sydväst om huvudstaden Ouagadougou. Sitiéna ligger 282 meter över havet och antalet invånare är 1 857.
Terrängen runt Sitiéna är platt. Närmaste större samhälle är Banfora, 5,2 km nordost om Sitiéna.
Omgivningarna runt Sitiéna är en mosaik av jordbruksmark och naturlig växtlighet. Runt Sitiéna är det ganska tätbefolkat, med 104 invånare per kvadratkilometer.